# Mathieu Valbuena
Mathieu Valbuena (pronunciación en francés: [ma.tjø val.bwe.na]; nacido en Bruges, 28 de septiembre de 1984) es un futbolista francés que juega como centrocampista y actualmente juega para el Olympiacos FC. Es conocido por su rapidez, capacidad técnica y por su tenaz estilo de juego.
Es descrito por su exentrenador en el F. C. Libourne, Didier Tholot, como «un elemento desestabilizador, capaz de zafarse rápidamente de dos jugadores para crear espacios, gracias, en gran medida, a su talento como regateador». Debido a su baja estatura recibió el apodo de le petit vélo, que traducido significa «la pequeña bicicleta». Este es un juego de palabras relacionado al pequeño tamaño del jugador y al estadio en el que juega de local el Marsella, el Stade Vélodrome.
Comenzó su carrera profesional en el F. C. Girondins de Burdeos. Lo despidieron tras dos temporadas en este, y se unió al club amateur Langon-Castets de la quinta división del fútbol francés. En 2004, Valbuena firmó por el Libourne-Saint-Seurin de la Championnat National, la tercera división de Francia. Tuvo una buena temporada 2005-06 con el club y acabó por firmar por el Olympique de Marsella antes de la temporada 2006-07. En Marsella, disputó la Liga de Campeones de la UEFA por primera vez y, en la temporada 2009-10, formó parte del equipo que salió campeón de la Ligue 1 y de la Copa de la Liga de Francia, así como de la Supercopa de Francia.
Valbuena fue internacional con la selección francesa, con la que debutó en mayo de 2010 en un amistoso contra Costa Rica en el que además marcó su primer gol. Antes de aquello, Raymond Domenech había dejado al jugador dentro de la lista final para la Copa Mundial de Fútbol de 2010, en la que jugó el encuentro contra México. Entre los años 2010 y 2015 jugó un total de cincuenta y dos partidos y anotó ocho goles.

## Vida privada
Valbuena nació en la comuna de Bruges, en el departamento francés de Gironda, y es hijo de Brigitte y Carlos. Su padre es español y oriundo de Laguna de Duero, Valladolid, España. Además, este era empleado municipal de Burdeos. Valbuena creció en Blanquefort, cerca del lugar donde residen sus padres. El 24 de diciembre de 2010, en un viaje a Blanquefort para celebrar la Navidad con su familia, estuvo involucrado en un accidente automovilístico en el que perdió el control de su Lamborghini Murciélago en las cercanías de Bègles. El mediocampista sobrevivió al incidente y no hubo heridos.

## Trayectoria

### Comienzos
Valbuena comenzó su carrera futbolística en el club de su ciudad, el ES Blanquefort. Desarrolló su interés en el fútbol a través de su padre, quien a menudo lo llevaba a ver partidos del F. C. Barcelona al Camp Nou durante sus vacaciones escolares. A los nueve años su carrera en el fútbol quedó en suspenso debido a que recibió cincuenta puntos de sutura en una de las piernas tras un accidente de natación. Tras curarse de la lesión, Valbuena volvió al fútbol y rápidamente impresionó a los entrenadores del club. En 1998, se le otorgó un premio al mejor jugador de un torneo juvenil local disputado en el Camp des Loges, el centro de entrenamiento del París Saint Germain. En 2001, lo reclutó el F. C. Girondins de Burdeos.
Valbuena pasó dos años en la selección sub-18 del club, en la que compartió lugar con jugadores como Rio Mavuba y Marouane Chamakh. En el equipo de reservas solo jugó tres partidos antes de ser liberado tras no convencer al entrenador Jean-Louis Garcia. Se afirma comúnmente que Valbuena fue despedido del club debido a su baja estatura; sin embargo, el exjugador y entrenador Philippe Lucas explicó que salió del club porque luchó para «transformar su juego del de un jugador joven al de un profesional» y que su juego «necesitaba ser más rápido y necesitaba evitar enfrentamientos».

### Carreraamateur

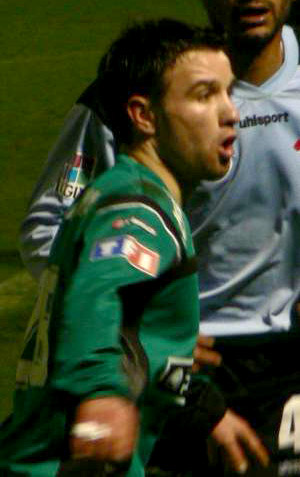
Mathieu Valbuena con el Libourne Saint-Seurin el año 2006.

Después de su despido del Burdeos dejó en espera sus ambiciones de convertirse en jugador profesional, y fue recomendado por Garcia para jugar en el club amateur Langan-Castets de la Championnat de France Amateur 2, la quinta división del fútbol francés. A diferencia del Burdeos donde entrenó varias veces a la semana, Valbuena solo hacía esto tres veces por semana en el Langan-Castets y, debido a su condición de amateur, trabajó como vendedor en una tienda de deportes cuando no jugaba al fútbol. En su única temporada con el club, impresionó con su habilidad técnica y lo reclutó posteriormente el Libourne Saint-Seurin del Championnat National, que había seguido unas ocho veces al jugador mientras estaba en el Langan-Castets.
Mientras estuvo en el Libourne Saint-Seurin, el juego de Valbuena mejoró. En su primera temporada con el club jugó veinte partidos de liga y marcó dos goles. A mitad de temporada, el entrenador André Menot fue despedido y llegó en su reemplazo Didier Tholot, que dejó al club en el decimotercer puesto en la liga. En la temporada siguiente, el técnico se fijó inmediatamente en Valbuena, lo describió como «el arquitecto de su equipo» y trató de construir su equipo sobre la base de él. Debido a esto, los minutos del futbolista aumentaron considerablemente. Jugó treinta y un partidos de liga y marcó nueve goles, de los cuales todos llevaron a victorias. Recibió críticas favorables por su desempeño, pero aun así, Tholot lo criticó por «querer hacer todo» a veces. El 12 de agosto de 2005, marcó su primer gol de la temporada en la victoria por 2-0 sobre el A. S. Moulins. Dos semanas después, anotó un doblete en la victoria por 3-1 contra el A. S. Cherbourg Football. Un punto bajo durante la temporada llegó el 9 de septiembre de 2005 en la derrota 2-1 contra el G. F. C. O. Ajaccio, en la que recibió la primera tarjeta roja de su carrera. La derrota fue la primera de la temporada y Valbuena estuvo suspendido por tres partidos. Regresó al equipo el 7 de octubre del mismo año en la derrota 1-0 contra el Aviron Bayona.
En noviembre de 2005 volvió a estar como al comienzo de la temporada luego de anotar cuatro goles en tres partidos. Convirtió su primer gol del mes el 5 de noviembre, en la victoria en casa por 2-1 contra el Nîmes Olympique. Dos semanas más tarde, hizo un gol al Angers S. C. O. en otra victoria y, la semana siguiente, marcó dos tantos en la victoria 2-0 contra el Pau F. C. Debido a sus actuaciones, estuvo vinculado a varios clubes de la Ligue 1 y Ligue 2, en particular al Saint-Étienne y al Auxerre. El mediocampista, sin embargo, negó las aproximaciones y expresó su deseo de ayudar al Libourne a lograr el ascenso a la segunda división. Tras esto se mantuvo sin anotar durante los meses invernales, pero siguió fijo en el once inicial mientras su club peleaba el ascenso a la Ligue 2. El 29 de abril de 2006, con el Libourne en una batalla por un puesto de ascenso, anotó otro doblete, esta vez contra el Toulon en otra victoria sin goles en contra. El Libourne acabó sus últimos cuatro partidos invicto, lo que le permitió acabar en la tercera posición y ascender por primera vez en su historia a la Ligue 2 desde que los clubes locales de Libourne y Saint-Seurin acordaran fusionarse en 1998. Por su desempeño en la temporada, a Valbuena lo nombraron el Jugador del año de la liga, lo que llevó a un mayor interés de varios clubes profesionales de la Ligue 2 y Ligue 1.

### Olympique de Marsella

#### 2006-2010

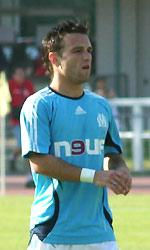
Valbuena durante un partido contra el Lille el año 2007.

En junio de 2006, Valbuena firmó su primer contrato profesional después de definir su traspaso al Olympique de Marsella. Acordó un convenio de tres años con el club y el entrenador Eric Gerets le asignó el dorsal veintiocho. Debutó en una competición de la UEFA el 15 de julio de 2006 en el partido de tercera ronda contra el club ucraniano F. C. Dnipro Dnipropetrovsk por la Copa Intertoto de la UEFA 2006.  Posteriormente, luchó para satisfacer las exigencias de los entrenamientos, pero sufrió una lesión en el tobillo durante la pretemporada, lo que le hizo perderse el comienzo de la temporada 2006-07. Su debut en la liga se produjo el 19 de noviembre de 2006 tras entrar como suplente en la victoria 1-0 contra el Valenciennes. Durante la mayoría de la temporada jugó como sustituto, e incluso durante algún tiempo disputó partidos en la filial de quinta división del club. El 19 de mayo de 2007, Valbuena anotó su primer gol como profesional en la victoria por 2-1 contra el Saint-Étienne. La anotación permitió la victoria del club, lo que hizo que mantuvieran la segunda posición en la tabla y que clasificaran a la Liga de Campeones de la UEFA, algo que no hacían desde la temporada 2003-04.
Tras la salida de Franck Ribéry al Bayern de Múnich antes de la temporada 2007-08, Valbuena actuó como su reemplazo. Es durante esta etapa en la que adquirió el apodo de le petit vélo (en español:la pequeña bicicleta), que es un juego de palabras referido al pequeño tamaño del jugador y al nombre del estadio del Marsella, el Stade Vélodrome. Comenzó la temporada en mal estado de salud, y Gerets lo mantuvo como suplente, pero a finales de agosto de 2007 empezó a formar una asociación en el mediocampo con Samir Nasri, Lorik Cana y Benoît Cheyrou. En la Champions debutó oficialmente el 18 de septiembre del mismo año, en la victoria 2-0 contra el Besiktas. En el encuentro siguiente por la Liga de Campeones, el equipo enfrentó en Anfield al Liverpool F. C., al que derrotaron con un solitario tanto de Valbuena. La victoria sobre los Reds fue la primera de un club francés en Anfield. En octubre del mismo año, el jugador firmó una extensión de su contrato, por lo que su compromiso con el club se extendió hasta junio de 2012.

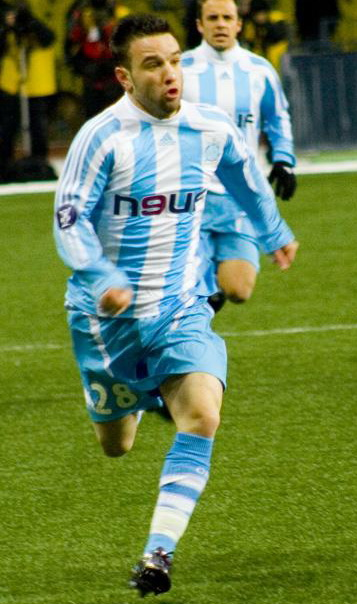
Mathieu Valbuena jugando con el Marsella el año 2006.

En la liga, apareció en veintinueve partidos y marcó en tres oportunidades. Sus dos primeros goles los anotó en la victoria por 6-1 contra el Stade Malherbe Caen, el 26 de enero de 2008. La Ligue de Football Professionnel eligió como mejor gol del año al primer tanto que anotó Valbuena en el cotejo, debido a que lo realizó desde casi cuarenta metros de distancia. El 9 de marzo, el futbolista, y por segunda temporada consecutiva, puso el gol de la victoria contra el Saint-Étienne. Debido a sus buenas actuaciones, el Marsella volvió a extender su contrato, esta vez por un año más.
En la temporada 2008-09 Valbuena comenzó a ser titular y apareció en treinta y un partidos de liga. Anotó tres goles, dos en las victorias contra el Auxerre  y el Le Havre, además de uno en la derrota contra el París Saint-Germain Después de la temporada, Gerets, admirador del futbolista, fue cesado y llegó en su reemplazo Didier Deschamps. En junio de 2009, el nuevo entrenador dijo que Valbuena no estaba en sus planes y trató de poner al volante en el mercado de fichajes. El presidente del club, Pape Diouf, y varios miembros de la junta directiva, no estaban de acuerdo con la idea de Deschamps y declararon al futbolista «intransferible». La indecisión en cuanto al futuro del extremo resultó en el interés de algunos clubes ingleses como: Aston Villa, Arsenal, y Liverpool. Finalmente, el futuro de Valbuena se resolvió ya que no lo transfirieron. Esto resultó en que Deschamps relegara al jugador a la banca durante la primera mitad de la temporada. La mala relación de este con el extremo llegó a su cenit en diciembre, cuando los dos tuvieron un encuentro cara a cara, que resultó en que Valbuena declarara que quería dejar el club durante el mercado de verano de ese año para encontrar mayor regularidad.
El 17 de octubre del mismo año, Valbuena anotó su primer gol de la temporada contra el Nancy.  En febrero de 2010, volvió a la alineación titular, y desde allí se mantuvo dentro de los once titulares durante lo que restó de la temporada. En la Copa de la Liga, el jugador marcó el gol de la victoria en las semifinales contra el Lille y, en la final, convirtió el segundo gol en la victoria por 3-1 contra el Burdeos, su antiguo club. Este título se trató del primer gran triunfo del Marsella desde la consecución de la Liga de Campeones de la UEFA 1992-93. En abril de 2010, anotó durante tres encuentros consecutivos, todos triunfos, contra el O. G. C. Niza, el Union Sportive de Boulogne y el Saint Étienne. Las victorias ayudaron al Marsella a mantener el primer lugar y ganar finalmente la liga tras derrotar al Stade Rennes el 5 de mayo de 2010.

#### 2010-2014

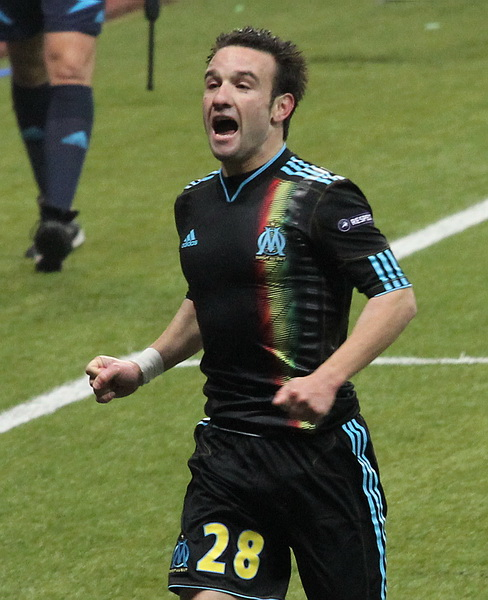
Valbuena celebrando un gol del año 2010.

Para la temporada 2010-11, Valbuena jugó de titular en la escuadra de Deschamps, a pesar de la llegada de los extremos Loïc Rémy y André Ayew. También se vio afectado por las constantes preguntas de los medios sobre los sucesos de la Copa Mundial de Fútbol de 2010, de la cual evitó hablar diciendo: «yo era un novato en la selección francesa y no voy a hablar sobre los acontecimientos» y que estaba «tratando de olvidar» el incidente. Marcó su primer gol de la temporada el 12 de septiembre de 2010 en el empate 2-2 contra el A. S. Monaco. El 23 de noviembre de mismo año, anotó la apertura de la cuenta en la victoria 3-0 contra el Spartak de Moscú, esto por la Liga de Campeones de la UEFA. El triunfo clasificó al Marsella a los octavos de final del torneo por primera vez desde 2000. Cuatro días después, convirtió el tercer gol en la victoria por 4-0 contra el Montpellier H. S. C.  El 22 de enero de 2011, sufrió una esguince del ligamento interior de la rodilla derecha tras una choque en los entrenamientos. Aunque inicialmente le pronosticaron seis semanas fuera de las canchas, regresó a los entrenamientos tras cuatro semanas lesionado para afrontar el encuentro válido por la Liga de Campeones de la UEFA contra el Manchester United. Finalmente, volvió a jugar en el encuentro de vuelta disputado en Old Trafford tras ingresar en la segunda mitad, partido que su club perdió por 2-1, lo que dejó el global con el mismo marcador.
Después de aparecer como sustituto en dos partidos consecutivos de liga tras volver de su lesión, volvió a debutar en el once inicial en la victoria 2-1 contra el París Saint-Germain El 23 de abril del mismo año, jugó su segundo encuentro en la titularidad en la final de la Copa de la Liga, la cual ganaron luego de vencer al Montpellier por 1-0, con lo que consiguieron su segundo título consecutivo en el torneo. El 1 de mayo, Valbuena marcó el único gol de su equipo en el empate 1-1 contra el Auxerre. Terminó su campaña luego de aparecer en los últimos cinco encuentros de liga del Marsella, el cual quedó subcampeón, detrás del Lille.
Valbuena empezó con buen pie la temporada 2011-12 del equipo. Abrió la campaña asistiendo a Loïc Rémy en el primer encuentro de la temporada contra el Sochaux. A la semana siguiente, entregó dos pases-gol en el empate 2-2 contra el Auxerre. El 28 de agosto de 2011, Valbuena anotó los dos goles de su equipo en el derrota 3-2 contra el Lille. Al mes siguiente, volvió a fabricar un resultado luego de asistir los dos tantos de Rémy en la victoria 2-0 contra el Evian. En la campaña del club en la Liga de Campeones de la UEFA, Valbuena no apareció en las estadísticas durante los primeros cinco encuentros de la fase grupal. El 6 de diciembre del mismo año, en el último partido del club en el grupo contra los alemanes del Borussia Dortmund, Valbuena anotó el gol de la victoria luego de entrar como suplente catorce minutos antes. El gol, descrito por la UEFA como «un disparo imparable», permitió al Marsella acceder a la fase eliminatoria del máximo torneo internacional entre clubes europeos. En los dos últimos partidos ligueros antes de la llegada de las vacaciones de invierno, contra el Lorient y el Nancy, Valbuena anotó un gol y asistió otro en cada uno de ellos. Los dos partidos acabaron en victorias para su equipo.
Tras el receso por vacaciones, volvió a jugar el 7 de enero de 2012 en la victoria 5-0 contra el Red Star en la Copa de Francia, encuentro en el que convirtió un gol. Tres días después, marcó un doblete en la goleada 3-0 contra el Stade Malherbe Caen. En el siguiente partido de liga, frente al Lille, asistió a Rémy, que anotó los dos goles necesarios para que ganaran por 2-0. Ya en la fase eliminatoria de la Champions, el equipo enfrentó al Inter de Milán para definir su paso a los cuartos de final, cosa que se concretó gracias al gol de visitante. En el primer partido, jugado en casa, el Marsella ganó por 1-0 con un cabezazo de André Ayew tras un córner de Valbuena. En la vuelta, el Inter logró poner la eliminatoria 2-0, resultado que lo clasificaba a la siguiente fase. Pero, un tanto en los descuentos de Brandão dio el paso al club francés, que tuvo en cancha durante setenta y seis minutos a Valbuena. Tras ello, el jugador no destacó especialmente, aunque se mantuvo como titular y participó en cancha de la eliminación de su equipo en cuartos de final de la Liga de Campeones frente al Bayern de Múnich. Además, el 14 de abril del mismo año, participó en la final de la Copa de la Liga, que ganaron al Olympique de Lyon por 1-0. Para terminar el mes, anotó su último gol de la temporada en la victoria 2-1 contra el Lorient. Con esto, acabó con cinco goles y trece asistencias en la Ligue 1 de la temporada. En este último ámbito, quedó en la segunda posición detrás de Eden Hazard.
En su séptima temporada en Marsella, Valbuena jugó como titular en las cuatro competencias que disputó su equipo: la Ligue 1, la Copa de la Liga, la Copa de Francia y la Europa League. Además coincidió con una extensión de su contrato hasta 2017. En la Ligue 1 2012/13 jugó treinta y siete partidos, anotó tres goles (uno al Niza, al S. C. Bastia y al F. C. Lorient) y dio doce asistencias, lo que lo dejó como el máximo asistente del torneo. A pesar de esto, solo lograron el subcampeonato, ya que el P. S. G. los superó por doce puntos. El mismo rival los eliminó en la Copa de la Liga y en la Copa de Francia en los octavos de final, esto tras caer en los dos cotejos por 2-0. Finalmente, en la Liga Europea de la UEFA 2012-13 las cosas no fueron mejores para el club francés, que quedó tempranamente eliminado en la fase de grupos tras quedar tercero en el Grupo C. Durante la competencia, Valbuena disputó ocho partidos y anotó un gol en el empate 2-2 frente al Fenerbahçe en Turquía.

### Dinamo de Moscú
El 3 de agosto de 2014, se hace oficial la contratación de Valbuena al Dinamo de Moscú por tres temporadas.

## Selección nacional

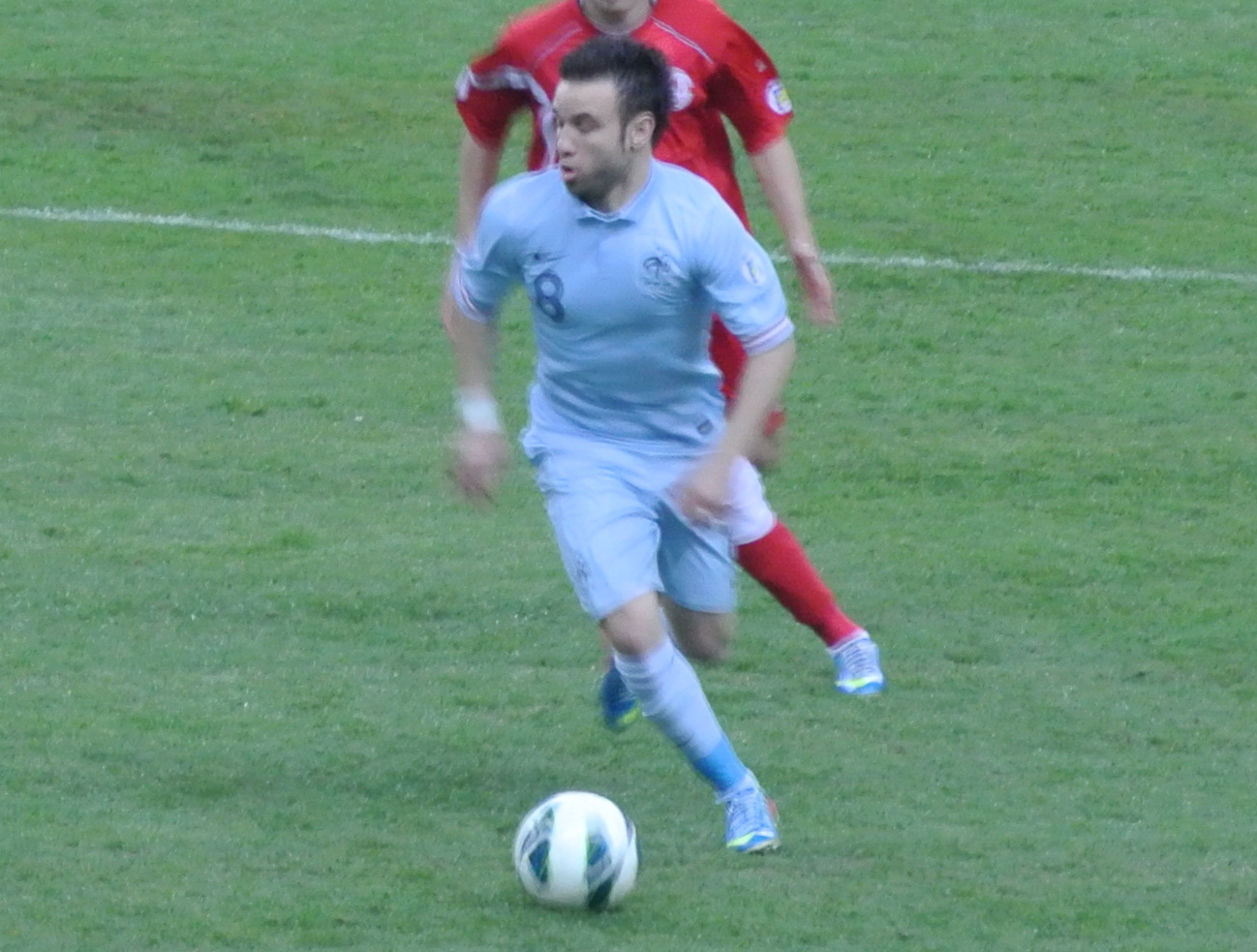
Mathieu Valbuena jugando con la en un partido frente a por las clasificatorias europeas a Brasil 2014.

Valbuena nunca recibió una llamada para jugar en las selecciones menores de Francia. Sin embargo, debido a su desempeño en el Marsella, en marzo de 2008 lo convocó a la selección absoluta el entrenador Raymond Domenech para los partidos contra Inglaterra y Malí. Pero, una lesión lo forzó a perderse los encuentros.
Su próxima convocatoria se produjo dos años después, en mayo de 2010, cuando Domenech lo incluyó en la lista preliminar de treinta jugadores que podrían jugar en la Copa Mundial de Fútbol de 2010. Los medios de comunicación consideraron el llamado del futbolista como sorprendente, e incluso al jugador le sorprendió esta decisión, a pesar de tener un buen rendimiento en el club de sus padres y de conseguir la liga y la Copa de la Liga en la temporada 2009-10. Muchos periodistas de los medios de comunicación franceses compararon la convocatoria de Valbuena con la de Franck Ribéry hace cuatro años atrás, ya que los dos tienen similitudes en su estilo de juego y en las circunstancias en las que los convocaron. Finalmente, el jugador acabó en la lista final de veintitrés futbolistas que participarían en la competencia. El 26 de mayo de 2010, debutó en un partido amistoso contra Costa Rica en el que ingresó en el segundo lapso. Tras dieciséis minutos en cancha, anotó el definitivo 2-1 que concretó la victoria para su selección. En la copa del mundo, Valbuena jugó en la derrota 2-0 contra México tras entrar en reemplazo de Sidney Govou, en la que acabó como su única aparición en la competencia. Durante el torneo, los jugadores protestaron por la expulsión de Nicolas Anelka del equipo, lo que resultó en la suspensión de los veintitrés futbolistas de un partido amistoso disputado en agosto de 2010.
Después de perderse el encuentro contra Noruega debido a la suspensión impuesta por el nuevo entrenador Laurent Blanc, el jugador retornó a la selección en la derrota 1-0 contra Bielorrusia en la clasificación para la Eurocopa 2012. Tras eso, apareció en todos los partidos que dirigió Blanc durante 2010. Finalmente, coronó su retorno definitivo al marcar contra Inglaterra en un partido amistoso jugado en el Estadio Wembley el 17 de noviembre de 2010. Durante 2011, Valbuena solo participó en un encuentro amistoso contra la selección polaca, que acabó 1-0, y en un partido válido para clasificación para la Eurocopa 2012 frente a Rumanía. Finalmente, el equipo galo consiguió el primer lugar en el Grupo D y consiguió su cupo para jugar la Eurocopa 2012. Para el torneo, el entrenador Laurent Blanc convocó a veintitrés jugadores, entre los que estaban Valbuena. A pesar de esto, el futbolista no entró en ningún partido del máximo torneo continental europeo y solo vio desde la banca la eliminación de su selección a manos de España en cuartos de final. A finales de 2012, específicamente el 14 de diciembre, Valbuena anotó su tercer gol con Francia en un encuentro frente a sus similares de Italia.
En 2013 tuvo un gran comienzo en los dos primeros partidos del año, ya que destacó en el amistoso frente a Alemania, en el que anotó un gol, y en el partido válido de la clasificación para el Mundial de Brasil 2014 frente a Georgia, donde entregó dos asistencias y anotó un gol en la victoria por 3-1.
El 13 de mayo de 2014, el entrenador de la selección francesa Didier Deschamps incluyó a Valbuena en la lista final de 23 jugadores que representarán a Francia en la Copa Mundial de 2014.

### Goles con la selección nacional
Actualizado al 11 de octubre de 2015.
| #   | Fecha                   | Lugar                                   | Oponente   | Gol(es) | Resultado | Competición                   |
| --- | ----------------------- | --------------------------------------- | ---------- | ------- | --------- | ----------------------------- |
| 01. | 26 de mayo de 2010      | Stade Félix Bollaert, Lens, Francia     | Costa Rica | 2 – 1   | 2 – 1     | Amistoso                      |
| 02. | 17 de noviembre de 2010 | Estadio de Wembley, Londres, Inglaterra | Inglaterra | 0 – 2   | 1 – 2     | Amistoso                      |
| 03. | 14 de noviembre de 2012 | Estadio Ennio Tardini, Parma, Italia    | Italia     | 1 – 1   | 1 – 2     | Amistoso                      |
| 04. | 6 de febrero de 2013    | Stade de France, Saint-Denis, Francia   | Alemania   | 1 – 0   | 1 – 2     | Amistoso                      |
| 05. | 22 de marzo de 2013     | Stade de France, Saint-Denis, Francia   | Georgia    | 2 – 0   | 3 – 1     | Clasificatorias a Brasil 2014 |
| 06. | 20 de junio de 2014     | Arena Fonte Nova, Salvador, Brasil      | Suiza      | 0 – 3   | 2 – 5     | Mundial Brasil 2014           |
| 07. | 7 de junio de 2015      | Stade de France, Saint-Denis, Francia   | Bélgica    | 1 – 3   | 3 – 4     | Amistoso                      |
| 08. | 4 de septiembre de 2015 | Estadio José Alvalade, Lisboa, Portugal | Portugal   | 0 – 1   | 0 – 1     | Amistoso                      |

Solo incluye goles con la selección absoluta.

### Participaciones en Copas del Mundo
| Mundial                        | Sede      | Resultado        |
| ------------------------------ | --------- | ---------------- |
| Copa Mundial de Fútbol de 2010 | Sudáfrica | Primera fase     |
| Copa Mundial de Fútbol de 2014 | Brasil    | Cuartos de final |

## Estadísticas

### Clubes
Actualizado de acuerdo al último partido jugado el 22 de mayo de 2025.
| Club                            | Temporada     | Liga  | Liga  | Liga   | Copas nacionales | Copas nacionales | Copas nacionales | Copas internacionales | Copas internacionales | Copas internacionales | Total | Total | Total  | Media goleadora |
| Club                            | Temporada     | Part. | Goles | Asist. | Part.            | Goles            | Asist.           | Part.                 | Goles                 | Asist.                | Part. | Goles | Asist. | Media goleadora |
| ------------------------------- | ------------- | ----- | ----- | ------ | ---------------- | ---------------- | ---------------- | --------------------- | --------------------- | --------------------- | ----- | ----- | ------ | --------------- |
| Langon Castets Francia          | 2003-04       | 10    | 3     | 0      | —                | —                | —                | —                     | —                     | —                     | 10    | 3     | 0      | 0.3             |
| Langon Castets Francia          | Total club    | 10    | 3     | 0      | 0                | 0                | 0                | 0                     | 0                     | 0                     | 10    | 3     | 0      | 0.3             |
| F. C. Libourne Francia          | 2004-05       | 24    | 1     | 3      | 2                | 0                | 0                | —                     | —                     | —                     | 26    | 1     | 3      | 0.04            |
| F. C. Libourne Francia          | 2005-06       | 31    | 9     | 4      | 3                | 4                | 1                | —                     | —                     | —                     | 34    | 13    | 5      | 0.38            |
| F. C. Libourne Francia          | Total club    | 55    | 10    | 7      | 5                | 4                | 1                | 0                     | 0                     | 0                     | 60    | 14    | 8      | 0.23            |
| Olympique de Marsella Francia   | 2006-07       | 14    | 1     | 2      | 2                | 0                | 0                | 1                     | 0                     | 0                     | 17    | 1     | 2      | 0.06            |
| Olympique de Marsella Francia   | 2007-08       | 29    | 3     | 1      | 3                | 1                | 0                | 10                    | 1                     | 0                     | 42    | 5     | 1      | 0.12            |
| Olympique de Marsella Francia   | 2008-09       | 31    | 3     | 3      | 3                | 0                | 0                | 11                    | 0                     | 1                     | 45    | 3     | 4      | 0.07            |
| Olympique de Marsella Francia   | 2009-10       | 31    | 5     | 1      | 6                | 2                | 1                | 6                     | 0                     | 1                     | 43    | 7     | 3      | 0.16            |
| Olympique de Marsella Francia   | 2010-11       | 32    | 4     | 4      | 4                | 0                | 0                | 8                     | 1                     | 1                     | 44    | 5     | 5      | 0.11            |
| Olympique de Marsella Francia   | 2011-12       | 33    | 5     | 13     | 7                | 3                | 2                | 9                     | 1                     | 1                     | 49    | 9     | 16     | 0.18            |
| Olympique de Marsella Francia   | 2012-13       | 37    | 3     | 12     | 4                | 1                | 0                | 8                     | 1                     | 3                     | 49    | 5     | 15     | 0.1             |
| Olympique de Marsella Francia   | 2013-14       | 34    | 3     | 7      | 2                | 0                | 0                | 5                     | 0                     | 0                     | 41    | 3     | 7      | 0.07            |
| Olympique de Marsella Francia   | Total club    | 241   | 27    | 43     | 31               | 7                | 3                | 58                    | 4                     | 7                     | 330   | 38    | 53     | 0.12            |
| Dinamo de Moscú · Rusia         | 2014-15       | 25    | 4     | 12     | —                | —                | —                | 11                    | 0                     | 3                     | 36    | 4     | 15     | 0.11            |
| Dinamo de Moscú · Rusia         | 2015-16       | 4     | 2     | 2      | —                | —                | —                | —                     | —                     | —                     | 4     | 2     | 2      | 0.5             |
| Dinamo de Moscú · Rusia         | Total club    | 29    | 6     | 14     | 0                | 0                | 0                | 11                    | 0                     | 3                     | 40    | 6     | 17     | 0.15            |
| Olympique de Lyon Francia       | 2015-16       | 26    | 1     | 5      | 2                | 1                | 0                | 5                     | 0                     | 1                     | 33    | 2     | 6      | 0.06            |
| Olympique de Lyon Francia       | 2016-17       | 30    | 8     | 5      | 4                | 1                | 1                | 9                     | 1                     | 2                     | 43    | 10    | 8      | 0.23            |
| Olympique de Lyon Francia       | Total club    | 56    | 9     | 10     | 6                | 2                | 1                | 14                    | 1                     | 3                     | 76    | 12    | 14     | 0.16            |
| Fenerbahçe Turquía              | 2017-18       | 29    | 7     | 9      | 7                | 1                | 5                | 4                     | 0                     | 2                     | 40    | 8     | 16     | 0.2             |
| Fenerbahçe Turquía              | 2018-19       | 22    | 3     | 7      | 3                | 0                | 0                | 6                     | 1                     | 1                     | 31    | 4     | 8      | 0.13            |
| Fenerbahçe Turquía              | Total club    | 51    | 10    | 16     | 10               | 1                | 5                | 10                    | 1                     | 3                     | 71    | 12    | 24     | 0.17            |
| Olympiacos F. C. · Grecia       | 2019-20       | 26    | 7     | 13     | 3                | 0                | 3                | 13                    | 2                     | 6                     | 42    | 9     | 22     | 0.21            |
| Olympiacos F. C. · Grecia       | 2020-21       | 26    | 1     | 6      | 3                | 0                | 0                | 8                     | 1                     | 2                     | 37    | 2     | 8      | 0.05            |
| Olympiacos F. C. · Grecia       | 2021-22       | 28    | 3     | 2      | 3                | 0                | 2                | 11                    | 0                     | 3                     | 42    | 3     | 7      | 0.07            |
| Olympiacos F. C. · Grecia       | 2022-23       | 18    | 3     | 3      | 4                | 1                | 0                | 7                     | 0                     | 1                     | 29    | 4     | 4      | 0.14            |
| Olympiacos F. C. · Grecia       | Total club    | 98    | 14    | 24     | 13               | 1                | 5                | 39                    | 3                     | 12                    | 150   | 18    | 41     | 0.12            |
| Apollon Limassol Chipre         | 2023-24       | 33    | 7     | 5      | 3                | 1                | 1                | —                     | —                     | —                     | 36    | 8     | 6      | 0.22            |
| Apollon Limassol Chipre         | Total club    | 33    | 7     | 5      | 3                | 1                | 1                | 0                     | 0                     | 0                     | 36    | 8     | 6      | 0.22            |
| Athens Kallithea F. C. · Grecia | 2024-25       | 32    | 3     | 4      | 3                | 0                | 0                | —                     | —                     | —                     | 35    | 3     | 4      | 0.09            |
| Athens Kallithea F. C. · Grecia | Total club    | 32    | 3     | 4      | 3                | 0                | 0                | 0                     | 0                     | 0                     | 35    | 3     | 4      | 0.09            |
| Total carrera                   | Total carrera | 605   | 89    | 123    | 71               | 16               | 16               | 132                   | 9                     | 28                    | 808   | 114   | 167    | 0.14            |
| 1. 2. 3.                        |               |       |       |        |                  |                  |                  |                       |                       |                       |       |       |        |                 |

### Selección nacional
Actualizado el 23 de julio de 2016.
| Selección             | Año                   | Amistoso | Amistoso | Amistoso | Europa | Europa | Europa | Mundial | Mundial | Mundial | Total | Total | Total  | Media goleadora |
| Selección             | Año                   | Part.    | Goles    | Asist.   | Part.  | Goles  | Asist. | Part.   | Goles   | Asist.  | Part. | Goles | Asist. | Media goleadora |
| --------------------- | --------------------- | -------- | -------- | -------- | ------ | ------ | ------ | ------- | ------- | ------- | ----- | ----- | ------ | --------------- |
| Francia               | 2010                  | 3        | 2        | 0        | 3      | 0      | 1      | 1       | 0       | 0       | 7     | 2     | 1      | 0.29            |
| Francia               | 2011                  | 1        | 0        | 0        | 1      | 0      | 0      | —       | —       | —       | 2     | 0     | 0      | 0.00            |
| Francia               | 2012                  | 6        | 1        | 0        | 3      | 0      | 0      | —       | —       | —       | 9     | 1     | 0      | 0.11            |
| Francia               | 2013                  | 5        | 1        | 0        | 7      | 1      | 5      | —       | —       | —       | 12    | 2     | 5      | 0.17            |
| Francia               | 2014                  | 10       | 0        | 7        | —      | —      | —      | 4       | 1       | 1       | 14    | 1     | 8      | 0.07            |
| Francia               | 2015                  | 8        | 2        | 2        | —      | —      | —      | —       | —       | —       | 8     | 2     | 2      | 0.25            |
| Total en la selección | Total en la selección | 33       | 6        | 9        | 14     | 1      | 6      | 5       | 1       | 1       | 52    | 8     | 16     | 0.15            |

## Palmarés

### Campeonatos nacionales
| Título               | Club                  | País    | Año     |
| -------------------- | --------------------- | ------- | ------- |
| Copa de la Liga      | Olympique de Marsella | Francia | 2009-10 |
| Ligue 1              | Olympique de Marsella | Francia | 2009-10 |
| Supercopa de Francia | Olympique de Marsella | Francia | 2010    |
| Copa de la Liga      | Olympique de Marsella | Francia | 2010-11 |
| Supercopa de Francia | Olympique de Marsella | Francia | 2011    |
| Copa de la Liga      | Olympique de Marsella | Francia | 2011-12 |
| Superliga de Grecia  | Olympiacos F. C.      | Grecia  | 2019-20 |
| Copa de Grecia       | Olympiacos F. C.      | Grecia  | 2019-20 |
| Superliga de Grecia  | Olympiacos F. C.      | Grecia  | 2020-21 |
| Superliga de Grecia  | Olympiacos F. C.      | Grecia  | 2021-22 |

### Distinciones individuales
| Distinción                                                  | Año     |
| ----------------------------------------------------------- | ------- |
| Mejor Gol del Año de la Ligue 1.                            | 2007-08 |
| Equipo del Año de la Ligue 1.                               | 2007-08 |
| Equipo del Año de la Ligue 1.                               | 2012-13 |
| Máximo asistente de la Ligue 1.                             | 2012-13 |
| Máximo asistente de la Liga Premier de Rusia.               | 2014-15 |
| Futbolista del mes de septiembre en la Superliga de Grecia. | 2019-20 |
| Equipo del Año de la Superliga de Grecia.                   | 2019-20 |
| Máximo asistente de la Superliga de Grecia.                 | 2019-20 |
| Máximo asistente de la Copa de Grecia                       | 2019-20 |
| Máximo asistente de la Copa de Grecia                       | 2021-22 |